# Нектаринка мангрова
Нектари́нка мангрова (Leptocoma brasiliana) — вид горобцеподібних птахів родини нектаркових (Nectariniidae). Мешкає в Південно-Східній Азії. Раніше вважався конспецифічним з барвистою нектаринкою.

## Підвиди
Виділяють п'ять підвидів:

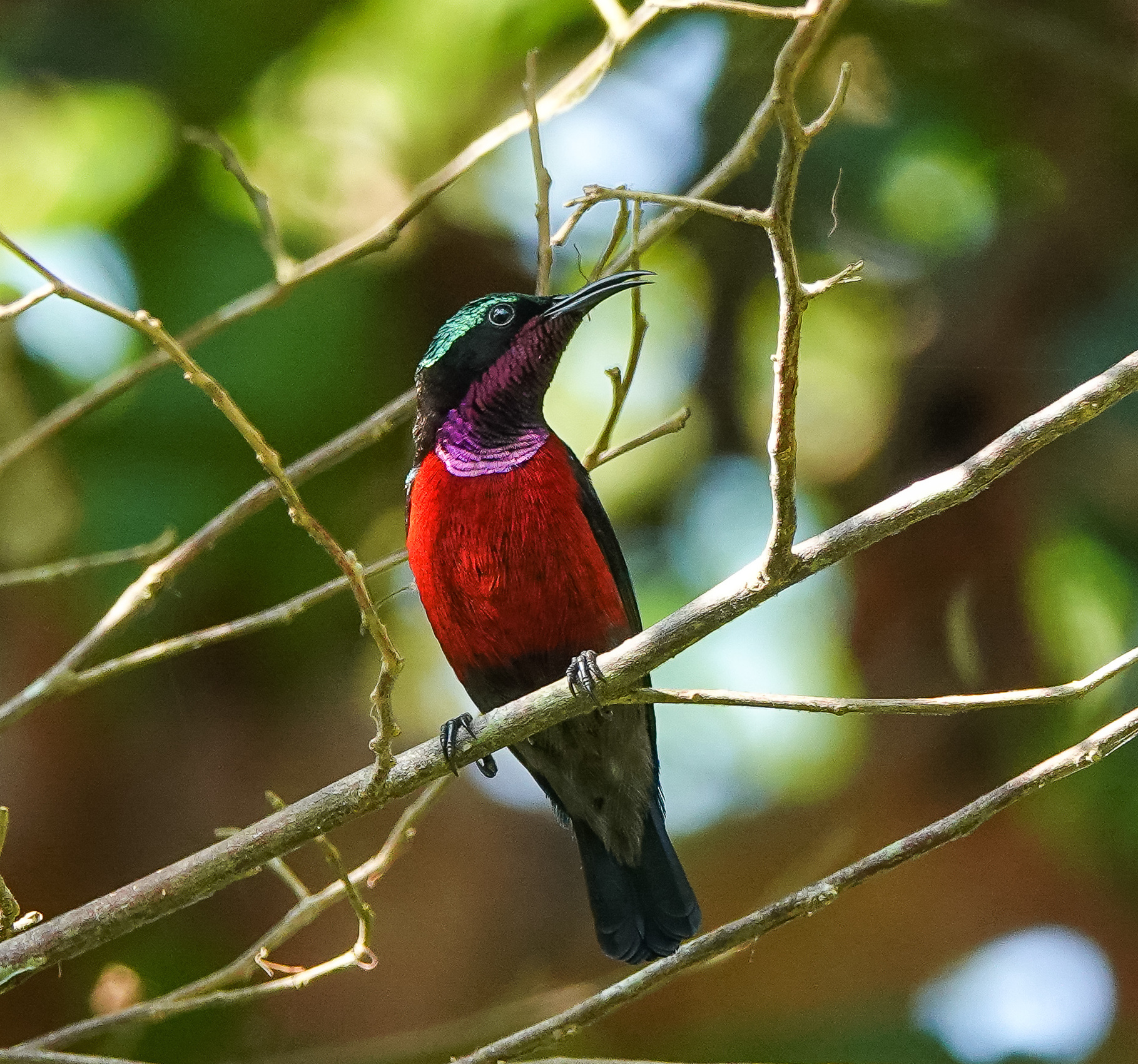
Самець мангрової нектаринки

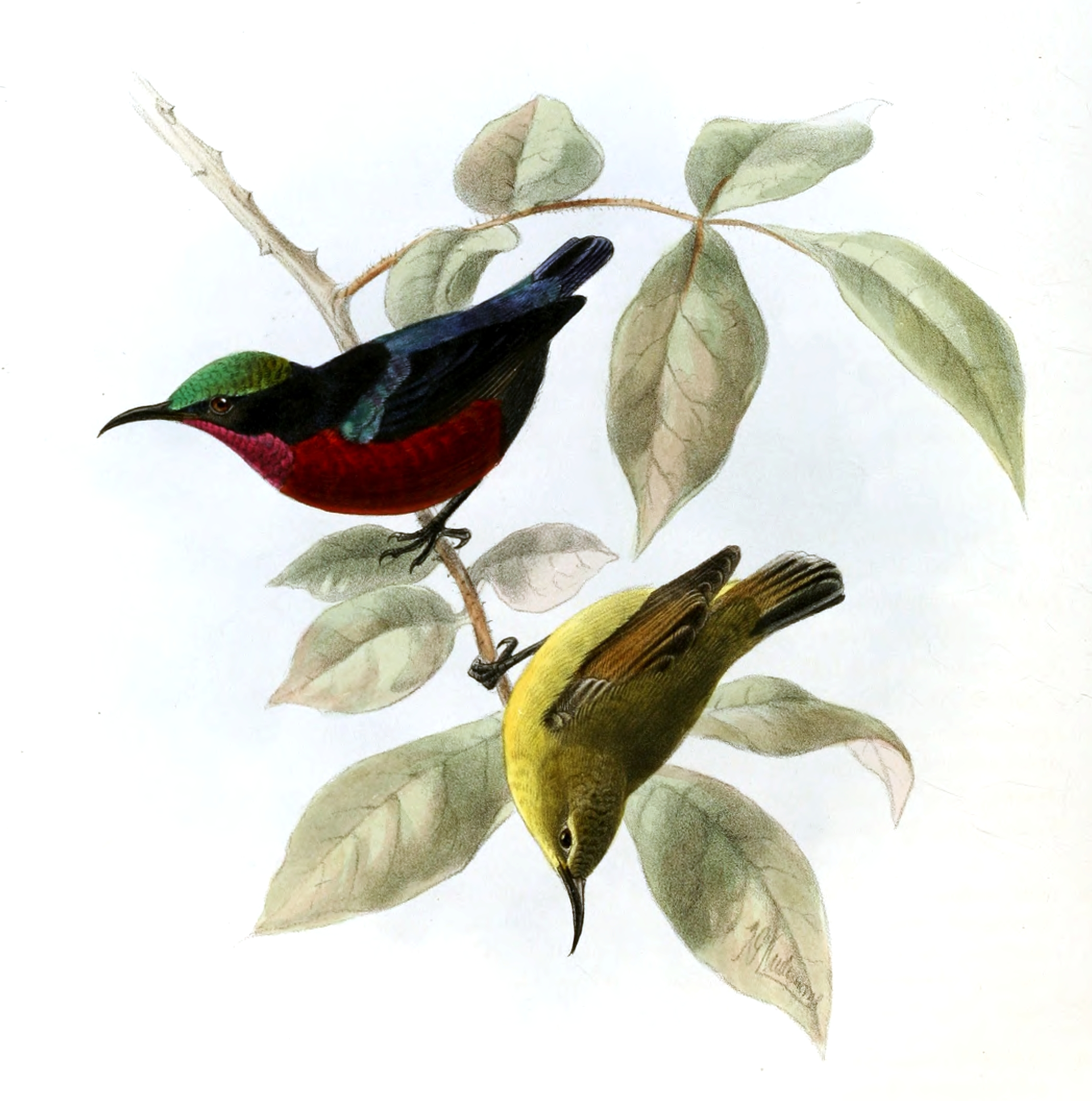
Мангрові нектаринки

- L. b. brasiliana (Gmelin, JF, 1788) — від Північно-Східної Індії і сходу Бангладеш до Малайського півострова, Суматри, західної Яви і Калімантану;
- L. b. emmae Delacour & Jabouille, 1928 — південний Індокитай;
- L. b. mecynorhyncha (Oberholser, 1912) — острів Сімелуе;
- L. b. eumecis (Oberholser, 1917) — острови Анамбас;
- L. b. axantha (Oberholser, 1932) — острови Натуна[en].

## Поширення і екологія
Мангрові нектаринки мешкають в Індії, Бангладеш, М'янмі, Таїланді, Лаосі, В'єтнамі, Камбоджі, Малайзії, Індонезії, Брунеї та в Сінгапурі. Вони живуть у вологих рівнинних тропічних лісах, мангрових лісах та на плантаціях.